# Tunnel über der Spree
Der Tunnel über der Spree war eine literarische Gesellschaft, die unter der Bezeichnung „Sonntags-Verein zu Berlin“ am 3. Dezember 1827 gegründet wurde. Das letzte Protokoll, das vorliegt, trägt das Datum des 30. Oktober 1898. Insgesamt hatte diese Gesellschaft im Laufe der Zeit 214 Mitglieder und prägte über 70 Jahre das literarische Leben Berlins mit. Der Verein legte sich in seinen Statuten strenge Zurückhaltung gegenüber der Öffentlichkeit auf und beschränkte sein Vereinsleben im Wesentlichen auf interne Aktivitäten. Im Zuge der 48er Revolution wurden Pläne diskutiert, sich nach außen zu öffnen, ein eigenes Blatt herauszugeben und sogar richtungsweisend für ganz Deutschland zu werden. Es blieb am Ende jedoch beim alten, vormärzlichen Standpunkt.
Der Schriftsteller und Satiriker Moritz Gottlieb Saphir hob zusammen mit den Hofschauspielern Friedrich Wilhelm Lemm und Louis Schneider diese Vereinigung in seiner Privatwohnung aus der Taufe und wurde auch deren erster Vorstand. Saphir war kurz zuvor die Mitgliedschaft in der Neuen Mittwochsgesellschaft durch Julius Eduard Hitzig verweigert worden, und er wollte wohl damit einen Gegenpol schaffen.
Die Mitglieder sagten nicht die, sondern der Sonntagsgesellschaft, um nicht mit der Hofopernsängerin Henriette Sontag in Verbindung gebracht zu werden. Als Motto wählte man den Spruch „Unendliche Ironie und unendliche Wehmut“ sowie Till Eulenspiegel als Schutzpatron.
Mit der Bezeichnung „Tunnel über der Spree“ wollte man darauf hinweisen, dass Berlin eben noch keinen Tunnel unter der Spree vorzuweisen hatte. Gleichzeitig war der Name eine Parodie auf den Bau des ersten Tunnels unter der Themse in London durch Marc Isambard und Isambard Kingdom Brunel. Für Zeitgenossen schien der Name umso ironischer, als 1828, drei Jahre nach ihrem Beginn, die Bauarbeiten aus finanziellen Gründen für sieben Jahre unterbrochen werden mussten.
Nach einem Bonmot Theodor Fontanes wollte Saphir mit dieser Gründung nur eine persönliche „Leibgarde“ um sich scharen. Ein weiteres Mitglied, Emanuel Geibel, bezeichnete diese Gesellschaft als „Kleindichterbewahranstalt“.

## Vorstand
Der Vorstand der Vereinigung wurde zum 1. Mai und zum 1. November jeden Jahres gewählt und amtierte sechs Monate. Er bestand aus drei Personen:
1. Haupt oder angebetetes Haupt.
2. Substitut (Jedes Haupt wählte sich sofort nach seiner Wahl einen Stellvertreter).
3. Secretair.

## Vereinsleben
In den regelmäßigen sonntäglichen Sitzungen wurden meistens literarische Arbeiten – welche unveröffentlicht sein mussten – von den Mitgliedern vorgestellt. Diese Arbeiten wurden „Späne“ genannt und meist durch den Secretair in den Sitzungsprotokollen dokumentiert. Aber auch in anderen Disziplinen gab es „Späne“: zum Beispiel Adolf von Menzels Gemälde Der Tunnel im Olymp oder Wilhelm Tauberts Stiefelknechtslied.
Mitglied wurde man, wenn man mindestens dreimal als Gast (im Vereinsjargon „Rune“ genannt) ein Treffen besucht hatte. Dazu musste man von einem Mitglied eingeladen werden. Das Mitglied stellte den Gast dem amtierenden Haupt vor, und der Gast musste sich beim Secretair ins Fremdenbuch eintragen. 1860 waren unter anderem Berthold Auerbach und Friedrich Gerstäcker Gäste des Tunnels.
Bekundete der Gast dann sein Bestreben nach einer Mitgliedschaft, wurde dies ausführlich beraten. Bei der Aufnahme wählte sich das neue Mitglied seinen Tunnel-Namen. Dieser Name sollte immer „einem berühmten Manne“ der jeweiligen Disziplin entlehnt sein und wurde bei den Zusammenkünften, im Briefverkehr miteinander usw. gebraucht; damit sollten Standesunterschiede als unwichtig erscheinen.
Das letzte Sitzungsprotokoll ist auf den 30. Oktober 1898 datiert. Als das letzte „angebetete Haupt“, Oscar Roloff, 1911 starb, ging der gesamte Vereinsnachlass an die seit 1949 Humboldt-Universität heißende Berliner Universität. Er wird seitdem von der Universitätsbibliothek verwaltet und ausgewertet.

## Vereinsaktivitäten
An jedem 3. Dezember feierte der Tunnel über der Spree sein jährliches Stiftungsfest und im Karneval (ohne festes Datum) das „Till-Eulenspiegel-Fest“.
Nach dem Tod von Friedrich Eggers, 1872, verwaltete der Tunnel die Friedrich-Eggers-Stiftung.

## Heute
Diese Vereinigung ist durch Fontane so bekannt geworden, dass das Literarische Colloquium Berlin seinen seit 1991 stattfindenden Schriftstellertreffen denselben Namen gegeben hat.

## A
- N. Adler – Geyer
- Alexis Adolphi – Musaeus
- Leopold Arends (1817–1882) – „Rune“, Erfinder eines Stenographiesystems
- Emil Arndt – Ulpian
- Adolf Arnholdt – Galen
- Richard von Arnim (1831–1901) – Lenau, Offizier
- J. J. Arnold – Tacitus

## B
- Ludwig Bamberg – Böhmer, Jurist
- Bauer – Tyrtäus
- Bauerhahn – Hiller
- Peter Baum – Lenau, Schriftsteller
- Karl von Beaulieu-Marconnay (1811–1889) – Boileau, Diplomat und Schriftsteller
- Hans von Benecke – Polybius
- Julius Bercht – Schröder
- Friedrich Bernhardi – Leisewitz, Schriftsteller und Übersetzer
- Franz Betz (1835–1900) – Graun, Sänger
- Johann Ludwig Blesson (1790–1861) – Carnot, Offizier und Schriftsteller
- Hugo von Blomberg (1820–1871) – Maler Müller, Maler und Balladendichter
- Friedrich Bodenstedt (1819–1892) – …, Schriftsteller
- Börne – Jahn
- Louis Bötticher (1813–1867) – …, deutscher Opernsänger, Ehrenmitglied seit 14. Februar 1836
- Anton Bohlmann – Gajus, Jurist
- M. Borchardt – Solon
- Karl Wilhelm Bormann (1802–1882) – Metastasio, Pädagoge
- von Borries – Tempelhoff
- Franz Broemel – Tegnér, Journalist
- Marc Isambard Brunel (1769–1849) –  …, Gründer des Themse-Tunnels, Ehrenmitglied seit 1827
- Friedrich von Budberg-Benninghausen – Puschkin
- Hugo von Bülow (1821–1869) – Tasso, Diplomat
- Ludwig Burger – Callot

## C
- Adolf Georg von Clausewitz – Caesar
- W. Cornelius – Moore
- Alexander Cosmar (1805–1842) – Gessner, Schriftsteller und Übersetzer

## D
- Eduard Daelen (1848–1923) – Hugo von Blomberg, Landschaftsmaler
- Felix Dahn (1834–1912) – Waiblinger, Schriftsteller und Übersetzer
- Friedrich Drake (1805–1882) – Ehrenmitglied
- Philipp Jacob Düringer – Iffland

## E
- Ebers – Gluck
- Felix Eberty (1812–1884) – van der Velde, Jurist und Schriftsteller
- Friedrich Eggers (1819–1872) – Anakreon, Kunsthistoriker und Schriftsteller
- Karl Eggers (1826–1900) – Barkhusen, Schriftsteller
- Isaak Ehrenbaum – Lipsius
- Carl Adolf Erich – Cujaccius, Jurist
- Felix Andreas Erich – Jenner
- Hermann von Etzel – Xenophon
- Arnold Ferdinand Ewald (1815–1884) – Canaletto, Maler

## F
- Ludwig von Falkenstein – Ödip
- Wilhelm Fischer – Confucius
- Heinrich Gustav Flörke (1764–1835) – Florian
- Wilhelm Adolf Förster – Lucian
- Otto Carl Försteling – Robert Reinick
- Max Fontane – Medici
- Theodor Fontane (1819–1898) – Lafontaine, Apotheker und Schriftsteller
- Freund – Arion
- Heinrich von Friedberg (1813–1895) – Canning, Jurist und Politiker

## G
- Friedrich Wilhelm von Gaudy – Ziethen, Offizier und Schriftsteller
- Emanuel Geibel (1815–1884) – Bertran de Born, Schriftsteller
- Geisheim – Herder
- Otto Gildemeister (1823–1902) – Camões, Politiker und Schriftsteller
- Karl Girschner (1794–1860) – Weber, Komponist und Redakteur
- Eduard Gleich – Raffael, Maler
- Adolf von Glümer (1814–1896) – Archenholz, Offizier
- August von Goldammer – Staegemann, Jurist
- Leopold Goldammer – Hans Sachs
- Greulich – Amphion
- Karl Wilhelm Grote – Nicolai
- Anton Gubitz – Gryphius

## H
- Gustav von Hagen – Kleist
- Ludwig Hahn – „Bismarck-Hahn“
- Werner Hahn – Cartesius oder „Edda-Hahn“, Literaturhistoriker
- Wilhelm Hartje – Plato
- Eduard von Hartmann – Montecuculi
- Wilhelm Hauck – Beethoven
- Julius Hauschteck – Müllner
- von Heilbronn – Linné
- Julius A. Heinsius – Plinius
- Heinrich Wilhelm Heintz (1817–1880) – Boerhaave, Apotheker und Chemiker
- von Held – Gleim
- Hugo Hellmar – Ramler
- Lazarus Gotthard Henckel von Donnersmarck – Hutten
- Karl Herloßsohn (1804–1849) – Faust, Schriftsteller und Enzyklopädist
- George Hesekiel (1819–1874) – Claudius, Schriftsteller und Journalist
- Carl Heymann – Heyne
- Paul Heyse (1830–1914) – Hölty II., Schriftsteller
- Alfred Hindorf – Knobelsdorf
- Karl Christian Hirsemenzel – Raupach
- Hornig – Quintilian
- Theodor Hosemann (1807–1875) – Hogarth, Maler
- Johann Nepomuk Hummel (1778–1837) – Ehrenmitglied, Komponist und Pianist

## I
- Emil Jacobi – Müller
- Max Jähns (1837–1900) – Hauff, Offizier und Schriftsteller
- Wilhelm Jonas – Swift

## K
- August Kahlert (1807–1864) – Pfeffel, Lyriker, Musikkritiker
- Lorenz Karsten – Cicero, Bergrat
- Adolf Katsch (1813–1906) – Mursinna, Arzt und Schriftsteller
- Wilhelm von Kaulbach (1805–1874) – Ehrenmitglied, Maler
- Hermann Kette (1828–1908) – Tiedge, Jurist und Schriftsteller
- Karl Kette – Karschin, Jurist
- Rudolf von Keudell – Volker
- Fedor von Köppen (1830–1904) – Willamov, Offizier und Schriftsteller
- Hans Köster – Schlegel
- Carl Koßmaly – Orpheus
- W. Krüger – Garrick
- Adolf Krummacher – Kosegarten
- Friedrich Wilhelm Kücken (1810–1882) – Haydn, Musiker und Komponist
- C. W. Kühnß – Busch
- Franz Kugler – Hagedorn, Journalist
- Franz Kugler (1808–1858) – Lessing, Kunsthistoriker und Schriftsteller
- Hermann Kuh – Justitian, Jurist

## L
- de Lagarde – Schiller
- Julius Lasker (1811–1876) – Haller
- Moritz Lazarus (1824–1903) – Leibniz, Philosoph
- Friedrich Wilhelm Lemm (1782–1837) – Roscius, Hofschauspieler
- Bernhard von Lepel (1818–1885), Offizier und Schriftsteller
- Ludwig Lesser – Petrarca
- Heinrich Leuthold (1827–1879) – …, Buchhändler, Lyriker
- J. Levy – Hafis
- Wilhelm Levysohn (1815–1871) – Makeldey, Buchhändler und Verleger
- Carl Loewe (1796–1869) – Pufendorf, Komponist
- Adolf Löwenstein – Hufeland, Mediziner
- Rudolf Löwenstein (1819–1891) – Spinoza, Journalist und Redakteur
- Woldemar von Loos (1818–1885) – Platen, Diplomat
- Andreas Lucae
- Richard Lucae (1829–1877) – Schlüter, Architekt
- Gustav Lüderitz (1803–1884) – Chodowiecki, Kupferstecher und Lithograph
- Hermann Lüty – Beccaria, Jurist

## M
- Friedrich Maisan – Nelkenbrecher
- Adolph Menzel (1815–1905) – Rubens, Maler
- Wilhelm von Merckel (1803–1861) – Immermann, Jurist
- Hugo Meyer – Tribonianus
- Moritz Franz Meyer – Frundsberg
- Ernst Adolf von Mühlbach – Grotius
- Heinrich von Mühler (1813–1874) – Cocceji, Schriftsteller und Politiker
- August Müller – Schulze, Rendant der Charité
- J. Muhr – Ehrenmitglied

## N
- Nabehl

## O
- Eduard Maria Oettinger (1808–1872) – Krünitz, Schriftsteller
- Daniel Oppert – Vitruv
- Heinrich von Orelli – Heinrich Zschokke, Privatgelehrter, Partikulier

## P
- Heinrich Panofka (1807–1887) – Viotti, Musiker und Komponist
- Paschen – Beuth
- Pflug – Cornelius
- Friedrich Wilhelm Poser – Heineccius
- Gustav von Putlitz – Thespis, Schriftsteller

## Q
- Carl Quandt – Fleck

## R
- Conrad von Rappard (1805–1881) – Burns, Jurist
- von Reinhardt – Voss
- Ferdinand Ribbeck (1819–1881) – Matthisson, preußischer Staatsbeamter, zuletzt Vortragender Rat und Direktor im preußischen Ministerium des Innern
- Richter – Körner
- Riese – Kant
- Max Ring – Zinzendorf, Arzt und Schriftsteller
- Heinrich Wilhelm Leopold Ritter – Scharnhorst I., preußischer Offizier
- Oskar Roloff – Lichtwer

## S
- C. W. Saphir – Aristoteles
- Moritz Gottlieb Saphir (1795–1858) – Aristophanes, Schriftsteller
- Johann Theodor Scheerer – Novalis
- Christian Friedrich Scherenberg (1798–1881) – Cook, Dichter
- Moritz Schmidt (1823–1888) – Sappho, Philologe
- Louis Schneider (1805–1878) – Campe, der Caraibe, Schriftsteller
- von Schomburg-Gervasi – Stolberg
- Julius Schramm – Ijob
- Theodor August Schüler – Salis
- Johann Eduard Schüller – Taxis
- Albrecht Schumann – Cranach
- Leopold von Schweitzer – Carl Weisflog, Journalist und Lyriker
- Heinrich Seidel (1842–1906) – Frauenlob, Ingenieur und Schriftsteller
- Bernhard Emil von Sekkendorf – Hölty I.
- von Seldt – Fouché
- H. Seppler – Erwin von Steinbach
- Max Serlo – Heyne
- Adolf Slaby (1849–1913) – Pythagoras, Physiker
- Heinrich Smidt (1798–1867) – Bürger, Schriftsteller
- G. J. Staedler – Adelung
- Ludwig Steckling – Wieland
- Siegmund Stern – Collin
- Hermann Stilke (1803–1860) – Mengs, Maler
- Theodor Storm (1817–1888) – Tannhäuser, Schriftsteller
- Moritz Graf von Strachwitz (1822–1847) – Berlichingen, Balladendichter
- Otto Strass – Oehlenschläger
- Ferdinand Streber – Feuerbach

## T
- Wilhelm Taubert (1811–1891) – Dittersdorf, Komponist
- Karl Ernst Tempeltei – Gellert
- Friedrich Hieronymus Thrun – Mozart, Komponist
- Karl von Treskow (1819–1882) – Seume, Politiker
- Albert Türck – Opitz

## V
- Voigt – Vauban
- Paul Voigt – Eusebius

## W
- G. Wagner – Fugger
- Gustav von Wartensleben (1843–1920) – Kopisch, Offizier
- Julius von Wartensleben (1809–1882) – Niebuhr, Stadtgerichtsrat
- Georg von Wedell (1820–1894) – Scharnhorst II., Offizier
- Ferdinand Weiss (1814–1878) – Graff, Maler
- Hermann Weiß (1822–1897) – Salvator Rosa, Kulturhistoriker und Maler
- Weissig – Montalambert
- Karl Ludwig Werther – Kleist
- Hermann Wichmann (1823–1905) – Spohr, Komponist und Schriftsteller
- Wilhelm Wider (1818–1884) – Albrecht Dürer, Maler
- Adolf Widmann (1818–1878) – Machiavell, Politiker und Schriftsteller
- Wilhelm von Wimpfen – Fouqué
- Alexander Winterberger (1834–1914) – Talma, Pianist
- Friedrich Witte (1829–1893) – Engel, Unternehmer
- Bernhard Wolff – Paracelsus
- Friedrich Wilhelm Wolff (1816–1887) – Vischer, Bildhauer
- Anton Edmund Wollheim da Fonseca (1810–1884) – Byron, Schriftsteller, Journalist, Übersetzer
- Wolfradt – Kanitz
- Alfred Woltmann (1841–1880) – Fernow, Schriftsteller
- Peter von Woyna (1812–1881) – …, Offizier
- Friedrich von Würst – Gall

## Fontanes Darstellung in „Von Zwanzig bis Dreißig“
Die folgende Information basiert auf dem Kapitel „Der Tunnel über der Spree“ in Fontanes autobiografischem Werk Von Zwanzig bis Dreißig (1898). Sie entspricht aber nicht dem genauen Wortlaut von Fontanes Text, da Namen um der leichteren Erkennbarkeit gelegentlich vollständiger oder in anderer Form wiedergegeben werden als bei Fontane.

### Der Tunnel, seine Mitglieder und seine Einrichtungen
Der Tunnel, oder mit seinem prosaischeren Namen der »Berliner Sonntagsverein«, war 1827 durch den damals in Berlin lebenden M. G. Saphir gegründet worden. Diesem erschien in seinen ewigen literarischen Fehden eine persönliche Leibwache dringend wünschenswert, ja nötig, welchen Dienst ihm, moralisch und beinahe auch physisch, der Tunnel leisten sollte. Zugleich war ihm in seiner Eigenschaft als Redakteur der »Schnell-Post« an einem Stamm junger, unberühmter Mitarbeiter gelegen, die, weil unberühmt, an Honoraransprüche nicht dachten und froh waren, unter einer gefürchteten Flagge sich mitgefürchtet zu sehen. Also lauter »Werdende« waren es, die der Tunnel allsonntäglich in einem von Tabaksqualm durchzogenen Kaffeelokale versammelte: Studenten, Auskultatoren, junge Kaufleute, zu denen sich, unter Assistenz einerseits des Hofschauspielers Lemm (eines ganz ausgezeichneten Künstlers), andererseits des von Anfang an die Werbetrommel rührenden Ludwig (Louis) Schneider, alsbald auch noch Schauspieler, Arzte und Offiziere gesellten, junge Leutnants, die damals mit Vorliebe dilettierende Dichter waren, wie jetzt Musiker und Maler. Um die Zeit als ich eintrat, siebzehn Jahre nach Gründung des Tunnels, hatte die Gesellschaft ihren ursprünglichen Charakter bereits stark verändert und sich aus einem Vereine dichtender Dilettanten in einen wirklichen Dichterverein umgewandelt. Auch jetzt noch, trotz dieser Umwandlung, herrschten »Amateurs« vor, gehörten aber doch meistens jener höheren Ordnung an, wo das Spielen mit der Kunst entweder in die wirkliche Kunst übergeht oder aber durch entgegenkommendes Verständnis ihr oft besser dient als der fachmäßige Betrieb.
Und so bestand denn ums Jahr 1844 und noch etwa fünfzehn Jahre darüber hinaus der Tunnel, seiner Hauptsache nach aus folgenden, hier nach Kategorien geordneten und zugleich mit ihrem Tunnel-Beinamen (Tunnelnamen bei Heinrich Seidel) ausgerüsteten Personen: siehe Mitglieder (oben)

### Vereinsleben
Jede Sitzung wurde durch ein dreimaliges Aufstampfen mit dem Eulenzepter eröffnet, dann stellte das »Haupt« das Zeichen seiner Macht beiseite, und, rechts den Schriftführer, links den Kassierer, bat er ersteren um Vorlesung des Protokolls der vorigen Sitzung. Diese Protokolle waren im richtigen Tunnel-Jargon abgefasst und oft sehr witzig. Die weitaus besten waren die von Wilhelm von Merckel, weshalb dieser, mit kurzen Unterbrechungen, wohl durch länger als zwei Jahrzehnte hin immer wieder zum Schriftführer gewählt wurde. Merckel lebte ganz in diesen Dingen und blieb dadurch bis an seinen Tod eine Hauptstütze des Vereins. Dann und wann wurde das Protokoll auch beanstandet. Aber dies musste durch einen Mann von Geist geschehen, nahm sich’s ein anderer heraus, so ließ man ihn abfallen.
War das Protokoll erledigt, so stellte das Haupt die Frage: »Späne da?« Darunter verstand man die zum Vortrag bestimmten Beiträge – meist Gedichte –, von denen jeder Beitrag schon vor Beginn der Sitzung entweder auf den Tisch des Hauptes niedergelegt oder beim Schriftführer wenigstens angemeldet sein musste. Wurde die Anfrage: »Sind Späne da?« bejaht, stellte das Haupt die Reihenfolge für deren Vorlesung fest und der Verfasser platzierte sich nun an ein mit zwei Lichte besetztes Tischchen, von dem aus der Vortrag stattzufinden hatte. Selten wurde gleich Beifall oder überhaupt ein Urteil laut. Das Gewöhnliche war, dass man in Schweigen verharrte. »Da sich niemand zum Wort meldet, so bitte ich Platen, seine Meinung sagen zu wollen.« Und nun sprach Platen (Hauptmann W. von Loos). Der auf diese Weise zur Meinungsäußerung Aufgeforderte war fast immer jemand, der als guter Kritiker galt, und nun folgte, wie dies überall der Fall, der bekannte Hammelsprung; alle sprangen nach, wenn nicht zufällig und meist sehr ausnahmsweise dieser oder jener den Mut hatte, der bestimmt abgegebenen Meinung ein bestimmtes anderes Urteil entgegenzusetzen. All das fand aber nur statt, wenn es sich um etwas »Reelles«, will also sagen um ein Gedicht von Scherenberg oder Lepel oder Eggers, handelte; waren »kleine Leute«, so wurden nicht viel Umstände gemacht und gleich ohne jede Motivierung zur Abstimmung geschritten. Die Tunnel-Schablone kannte nur vier Urteile: »sehr gut«, »gut«, »schlecht« und »verfehlt«. Letzteres war besonders beliebt.
Von fünf Sachen waren immer vier verfehlt.